# Калу, Бонавантюр
Бонавантю́р Калу́ (фр. Bonaventure Kalou; род. 12 января 1978, Уме) — ивуарийский футболист, выступавший на позиции полузащитника. Выступал за ивуарийский клуб «АСЕК Мимозас», французские «Пари Сен-Жермен», «Осер» и «Ланс», а также за голландские «Фейеноорд», «Херенвен», «Аль-Джазиру» из ОАЭ и сборную Кот-д’Ивуара (на пяти турнирах). Брат известного футболиста Соломона Калу. С октября 2018 года мэр ивуарийского города Вавуа.

## Карьера
Бонавантюр Калу начал свою карьеру в клубе «АСЕК Мимозас». В 1997 году он перешёл в голландский клуб «Фейеноорд», за который провёл 6 сезонов, став кумиром фанатов команды. В 1999 году Калу выиграл приз Йохана Кройфа, лучшему молодому футболисту чемпионата Голландии. В 2002 году «Фейеноорд» выиграл Кубок УЕФА, в финальном матче одолев «Боруссию», в котором Калу играл до 76-й минуты. После этого успеха, Калу приходят предложения от нескольких европейских клубов.

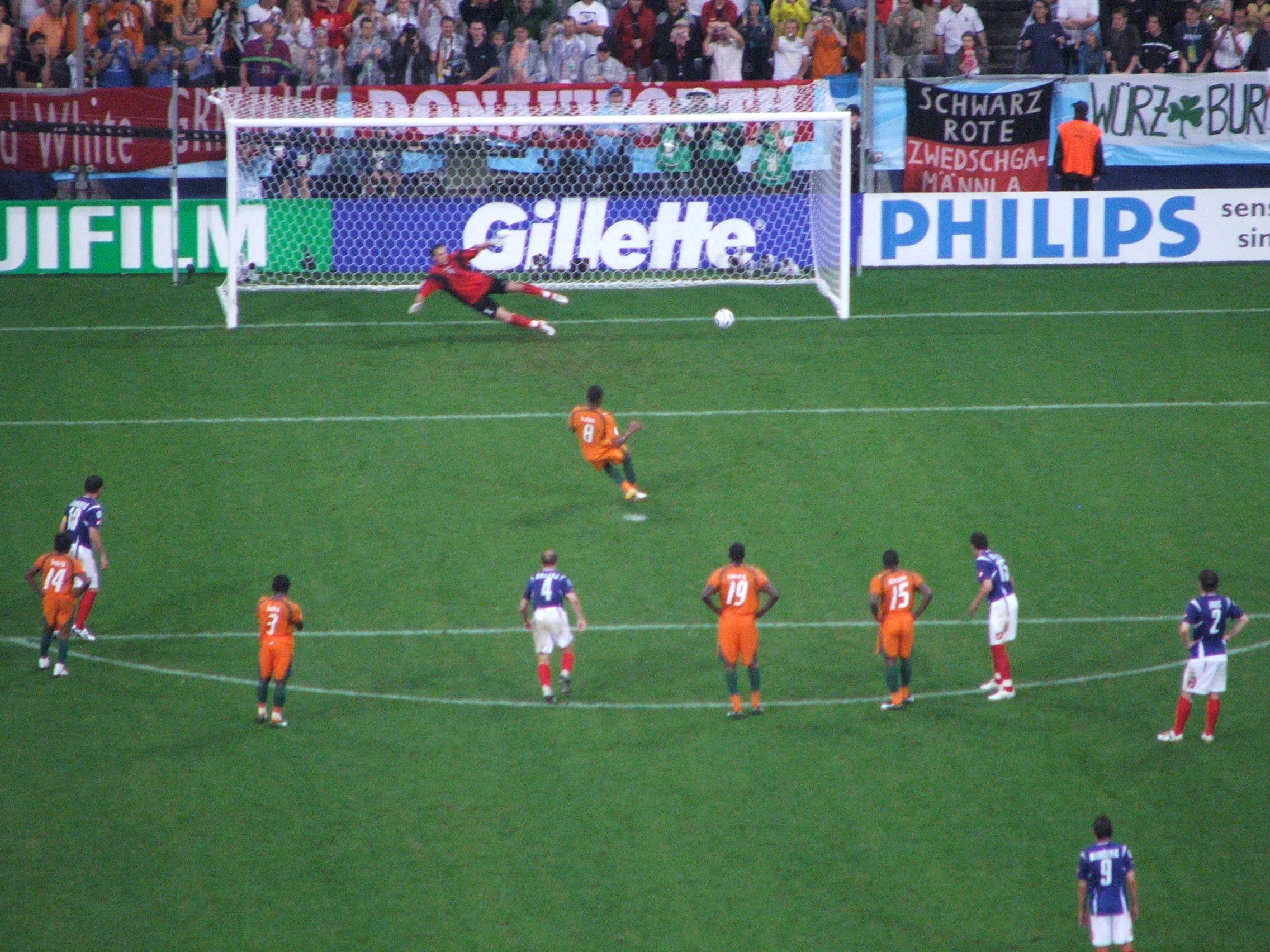
Гол Бонавантюр Калу с пенальти в матче с Сербией

В июле 2003 году Калу переходит во французский «Осер», выступая за клуб два сезона, а в 2005 году «Осер» победил в финале кубка Франции, в котором был повержен клуб «Седан (футбольный клуб)», а сам Калу забил победный гол за минуту до конца встречи. По окончании сезона, «Пари Сен-Жермен» купил футболиста за 8,5 млн евро, заработная плата футболиста при этом составила 1,85 млн евро, что сделало игрока одним из самых высокооплачиваемых игроков во французском первенстве. В команде Калу дебютировал 5 августа в матче против «Меца», в котором он поучаствовал в 3-х голах команды, один из которых реализовал сам. Но с приходом Ги Лякомба на пост тренера клуба, Калу перестал попадать в состав, был отправден во вторую команду, и был вынужден перейти в «Ланс» за 1,5 млн евро, который возглавлял Ги Ру, бывший тренер «Осера». «Лансу» Калу помог победить в кубке Интертото и выйти в кубок УЕФА, но в чемпионате в первых 4-х месяцах клуб набрал лишь 2 очка, после чего Ги Ру подал в отставку, а клуб стали покидать ведущие игроки.
Калу из «Ланса» перешёл в клуб из ОАЭ «Аль-Джазира» за 1,5 млн евро, подписав контракт на 2 года, но уже через 5 месяцев Калу, по обоюдному согласию, прервал контракт с «Джазирой», из-за чего до конца сезона был вынужден находиться без клуба, из-за законов ФИФА, запрещающих игроку играть за сезон в более чем двух командах.
Калу вернулся в Нидерланды в 2008 году в Херенвеен, с которым выиграл Кубок Голландии по футболу в 2009 году. Херенвен победил «Твенте» в финале, а Калу забил гол. В конце 2009 года он был на просмотре в «Кристал Пэлас» и «Ле-Мане», но оба просмотра были неудачными. В феврале 2011 года Калу объявил о своем уходе из футбола.

## Достижения

### Клубные
- Чемпион Кот-д’Ивуара: 1997
- Чемпион Нидерландов: 1998/99
- Обладатель суперкубка Нидерландов: 1999
- Обладатель кубка УЕФА: 2001/02
- Обладатель кубка Франции: 2005, 2006
- Обладатель кубка Интертото: 2007
- Обладатель кубка Голландии: 2009

### В сборной
- Финалист кубка Африки: 2006